# Mistrzostwa Oceanii w Piłce Nożnej Plażowej 2006
I Mistrzostwa Oceanii w piłce nożnej plażowej odbyły się w dniach 31 sierpnia - 3 września 2006 na wyspie Moorea wchodzącej w skład Polinezji Francuskiej. W turnieju wzięły udział cztery reprezentacje, a najlepsza okazała się drużyna reprezentująca Wyspy Salomona.

## Faza grupowa
Legenda do tabeli:
- Miejsce – miejsce
- Mecze – liczba meczów
- Zwyc. – zwycięstwa
- Zw.pd. – zwycięstwa po dogrywce lub karnych
- Por. – porażki
- Bramki – różnica bramek
- Pkt – punkty

| Miejsce | Drużyna        | Mecze | Punkty | Zwyc. | Zw.pd. | Por. | Bramki  |
| ------- | -------------- | ----- | ------ | ----- | ------ | ---- | ------- |
| 1       | Vanuatu        | 3     | 9      | 3     | 0      | 0    | 26 – 9  |
| 2       | Wyspy Salomona | 3     | 6      | 2     | 0      | 1    | 20 – 11 |
| 3       | Tahiti         | 3     | 3      | 1     | 0      | 2    | 14 – 9  |
| 4       | Wyspy Cooka    | 3     | 0      | 0     | 0      | 0    | 2 – 33  |

| 31 sierpnia 2006 | Vanuatu · Mousa Sam · Jean Emmanuel Maleb · Ken Masauvakalo · Derek Malas · Seule Soromon · Fenedy Masauvakalo · Seimata Chilia | 9 : 4(3:1, 3:1, 3:2)oleole.com | Wyspy Salomona · Henry Koto · James Naka | Temae Beach, Moorea |
|                  | |                                |                                          |                     |

| 31 sierpnia 2006 | Tahiti · Thierry Qaeze · Teiva Izal · Abel Terevaura · Jacques Qaeze | 8 : 1oleole.com | Wyspy Cooka · Teariki Mateariki | Temae Beach, Moorea |
|                  |                                                                      |                 |                                 |                     |

| 1 września 2006 | Wyspy Cooka · Grover Harmon | 1 : 12oleole.com | Vanuatu · Seule Soromon · Mousa Sam · Seimata Chilia · Fenedy Masauvakalo · Ken Masauvakalo · Jean Emmanuel Maleb | Temae Beach, Moorea |
|                 |                             |                  | |                     |

| 1 września 2006 | Tahiti · Raimana Lee Fung Kuee · Angelo Tchen | 2 : 3oleole.com | Wyspy Salomona · James Naka · Richard Anisua | Temae Beach, Moorea |
|                 |                                               |                 |                                              |                     |

| 2 września 2006 | Wyspy Salomona · Richard Anisua · Henry Koto · Gideon Omokirio · James Naka | 13 : 0oleole.com | Wyspy Cooka | Temae Beach, Moorea |
|                 |                                                                             |                  |             |                     |

| 2 września 2006 | Tahiti · Teiva Izal · Raimana Lee Fung Kuee | 4 : 5oleole.com | Vanuatu · Seule Soromon · Jean Emmanuel Maleb · Derek Malas · Seimata Chilia; | Temae Beach, Moorea |
|                 |                                             |                 |                                                                               |                     |

## Mecz o 3 miejsce
| 3 września 2006 | Tahiti · Teiva Izal · Raimana Lee Fung Kuee · Abel Terevaura · Pierrot Malfati | 12 : 4oleole.com | Wyspy Cooka · Grover Harmon · Tereapii Angene · Teariki Mateariki · Paavo Mustonen | Temae Beach, Moorea |
|                 |                                                                                |                  |                                                                                    |                     |

## Finał
| 3 września 2006 | Vanuatu · Jean Emmanuel Maleb | 2 : 6oleole.com | Wyspy Salomona · Richard Anisua · Henry Koto · James Naka · Gideon Omokirio | Temae Beach, Moorea |
|                 |                               |                 |                                                                             |                     |

## Najlepsi strzelcy
| Bramki | Zawodnik       | Drużyna        |
| ------ | -------------- | -------------- |
| 11     | Teva Izal      | Tahiti         |
| 8      | Henry Koto     | Wyspy Salomona |
| 7      | Richard Anisua | Wyspy Salomona |
| 7      | Seule Soromon  | Vanuatu        |

## Nagrody
| Nagroda            | Nagrodzony     |
| ------------------ | -------------- |
| MVP                | Teva Izal      |
| Najlepszy strzelec | Teva Izal      |
| Najlepszy bramkarz | Chikau Mansale |
| Fairplay           | Wyspy Cooka    |